# Estadio Pensativo
Het Estadio Pensativo is een multifunctioneel stadion in Antigua Guatemala, een stad in Guatemala. In het stadion is plaats voor 10.000 toeschouwers. Het stadion werd geopend in 1959.
Het stadion wordt vooral gebruikt voor voetbalwedstrijden, de voetbalclub Antigua GFC maakt gebruik van dit stadion. Vanaf 2021 mogen er internationale wedstrijden gespeeld worden. Het wordt in 2023 gebruikt voor het CONCACAF-kampioenschap voetbal onder 17. Er werden 16 wedstrijden gespeeld.